# Tekken (франшиза)
Tekken (яп. 鉄拳 Тэккэ́н, «железный кулак») — медиафраншиза, основанная на серии видеоигр в жанре файтинг, созданных компанией Namco. Первая игра серии вышла в 1994 году; с тех пор вышло более 8 каноничных продолжений и множество спин-оффов. По вселенной игры создано три фильма, манга и другая продукция. Название игры всегда пишется прописными английскими буквами, часто сокращается до просто TK.

## История серии
Первые игры одноимённой серии были созданы для игровых автоматов и семейства игровых консолей PlayStation. Первая часть серии вышла в 1994 году на аркадных автоматах и была портирована на первую PlayStation. Сиквелы игры Tekken 2 и Tekken 3, прошли тот же путь, в 1996 и 1998 году соответственно. В то же время, третья часть игры была также портирована на Game Boy Advance под названием Tekken Advance в 2001 году.
Следующие две игры, Tekken 4 и Tekken 5, были портированы на PlayStation 2 в 2002 и 2005 годах соответственно, и также стали одними из самых популярных игр на данной консоли. PlayStation Portable и PlayStation 3-версии Tekken 5 вышли в 2006 году под названием Tekken 5: Dark Resurrection. Через год Tekken 5: Dark Resurrection стала доступна в сервисе PlayStation Network.
14 апреля 2013 года австралийская аттестационная комиссия OFLC присудила возрастной рейтинг M официально неанонсированной на тот момент игре Tekken Revolution. Позже, 9 июня 2013 года, игра была официально анонсирована Bandai Namco Entertainment на E3.
25 июля 2014 года стало известно о скором релизе седьмой части франшизы. Сюжет Tekken 7 повествует о последнем противостоянии между Хэйхати и Кадзуей Мисимами.
По признанию основателя серии Кацухиро Харады, первоначально при создании Tekken разработчики ориентировались на такие файтинги как Street Fighter и Samurai Shodown, а также на боевиках с Брюсом Ли и Джеки Чаном, затем — на UFC.
8 августа в рамках турнира EVO 2022 Bandai Namco Entertainment показали трейлер бесплатного обновления для Tekken 7, в конце которого содержался короткий тизер, начинающийся с концовки Кадзуи Мисимы с первой части Tekken и заканчивая демонстрацией абсолютно нового рендера Кадзуи с новым голосом игрового диктора, произносящим «Get Ready». Доподлинно неизвестно, на какой проект намекает тизер: поклонники франшизы и игровые журналисты выражают мнение, что он, скорее всего, относится к следующей номерной части, Tekken 8. Отдельно о тизере написали в Twitter-аккаунте The Game Awards, что, по мнению игровых СМИ, может намекать на полноценный анонс игры в декабре 2022 года во время этого шоу.

## Игровой процесс

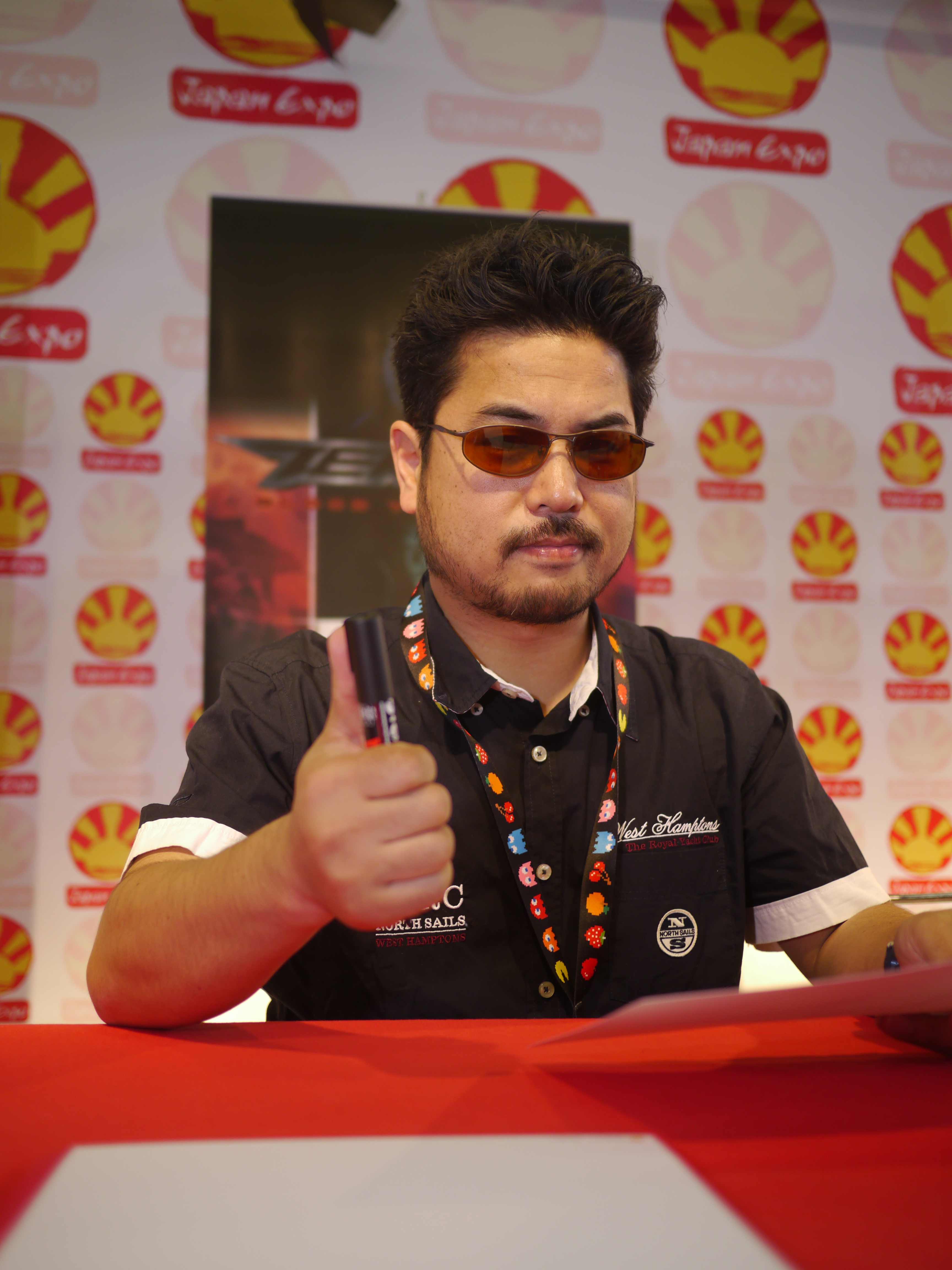
Кацухиро Харада на выставке Japan Expo 2011

В целом Tekken использует стандартную схему для игр подобного жанра, представляющую рукопашный бой двух противников. Ключевым отличием является то, что в серии за каждой кнопкой геймпада закреплена отдельная конечность персонажа. Помимо этих четырёх кнопок, игрок может настроить 4 шифта под различные комбинации, такие как захваты, или различные связки кнопок.
В Tekken 3 появилась возможность обходить своего противника. Также была введена возможность быстрее двигаться после падения, что дало возможность игроку быстро вернуться в бой после сильного удара. В следующей части игровой движок был усовершенствован и игроки получили ещё больше возможностей ведения боя, в том числе использование стен и препятствий. Следующие части ввели в игру ещё большую мобильность и возможности. Появилась функция «ярость», позволяющая персонажу с сильными повреждениями наносить усиленный урон, а также переходить с одной арены на другую, пробивая пол или стену.

## Персонажи
Игра представляет на выбор игрока более 44 персонажей с разным этническим происхождением, возрастом, полом и стилями боя. Несколько персонажей имеют открыто сверхъестественное происхождение, также в игре есть и животные, но последние в основном выполнены в комичном образе. Практически каждый персонаж имеет свои цели и причины, побудившие его вступить в соревнование за приз.
Некоторые персонажи наследуют стили и образ других, например Асука Кадзама, появившись в пятой части игры, практически копирует боевой стиль Дзюн Кадзамы, выбывшей из игры после второй части. Также в четвёртой части персонаж-капуэрист Эдди Горду был заменён на идентичного по стилю и управлению персонажа Кристи Монтейру, после чего разработчики вернули первого и получили упрёки в ненужном «клонировании» персонажей. Таким претензиям подвергаются и другие персонажи.
В игре есть 5 русских персонажей, включая одного неиграбельного. Это самое большое количество персонажей неяпонского происхождения после американских персонажей. По признанию Кацухиро Харады в интервью, это связано с тем, что он активно интересуется историей СССР и России.

## Оценка
| Игра                    | GameRankings                                | Metacritic                                |
| ----------------------- | ------------------------------------------- | ----------------------------------------- |
| Tekken                  | 75,00%                                      | —                                         |
| Tekken 2                | 92,50%                                      | 89/100                                    |
| Tekken 3                | 96,30%                                      | 96/100                                    |
| Tekken Tag Tournament   | 85,75%                                      | 85/100                                    |
| Tekken 4                | 81,35%                                      | 79/100                                    |
| Tekken 5                | 89,32%                                      | 88/100                                    |
| Tekken 6                | 79,75% (PS3) 81,14% (X360) 82,71% (PSP)     | 79/100 (PS3) 80/100 (X360) 82 (PSP)       |
| Tekken Tag Tournament 2 | 82,74 % (X360) 83,15% (Wii U) 82,66 % (PS3) | 83/100 (PS3) 83/100 (Wii U) 82/100 (X360) |
| Tekken 7                | (PC) 83% (PS4) 81% (XONE) 82%               | 82/100 (PS4) 81/100 (XOne) 82/100 (PC)    |

По состоянию на август 2010 года игры франшизы были проданы общим тиражом более 40 миллионов копий. Третья и самая известная часть серии была оценена критиками на 96 % и баллов, согласно порталам GameRankings и Metacritic.
Эд Бун, создатель серии файтингов Mortal Kombat, назвал Tekken самым любимым файтингом, кроме самого Mortal Kombat. Помимо этого, Sega высказывали интерес к работе вместе с Namco над кроссовером Tekken и Virtua Fighter. Обе игры считаются главными конкурентами друг друга и основателями трёхмерной эпохи файтингов. Томонобу Итагаки, создатель Dead or Alive, неоднократно критиковал серию, говоря что она вызывает у него раздражение, в частности заявляя, что «Tekken 4 — кусок дерьма».

## Продажи
По данным на сентябрь 2020 года общий тираж серии превысил 50 млн копий.
В июне 2022 года Кацухиро Харада сообщил в Twitter, что тираж самой продаваемой игры в серии Tekken 7 превысил 9 млн копий, а общие продажи всей серии превысили отметку в 53 млн копий.